# Callopistria quadralba
Callopistria quadralba är en fjärilsart som beskrevs av Max Wilhelm Karl Draudt 1950. Callopistria quadralba ingår i släktet Callopistria och familjen nattflyn. Inga underarter finns listade i Catalogue of Life.